# Святое (озеро, Чашникский район, бассейн Усвейки)
Свято́е — озеро в Чашникском районе Витебской области Белоруссии. Относится к бассейну реки Усвейка. Располагается приблизительно в 18 км к юго-востоку от города Чашники и в 0,5 км к северо-востоку от деревни Соболи.
Площадь поверхности составляет 0,06 км². Длина озера — 0,34 км, наибольшая ширина — 0,22 км. Длина береговой линии — 0,9 км.
Берега возвышенные, песчаные, поросшие кустарником и редколесьем. Южный берег низкий, сплавинный. Водоём умеренно зарастает.
К южной части озера Святое подходит длинная узкая протока, соединяющая его с озером Улаховщинское.